# Рідкодуб (станція)
Рідкоду́б — вантажно-пасажирська залізнична станція Донецької дирекції Донецької залізниці.
Розташована в селищі Рідкодуб, Шахтарський район, Донецької області на перетині двох ліній Чорнухине — Торез та Рідкодуб — Нікішине між станціями Чорнухине (7 км) та Кумшацький (8 км).
Через військову агресію Росії на сході України транспортне сполучення припинене.